# Гамалія Антін Андрійович
Гамалія Антін Андрійович  (1689—1728) — генеральний осавул в уряді гетьмана Івана Мазепи в 1708—1709 рр. та в Генеральній військовій канцелярії гетьмана Івана Скоропадського в першій чверті 18 століття, представник козацько-старшинського роду Гамалій.

## Служба в уряді Івана Мазепи
Антін Гамалія почав свою службу значним військовим товаришем в 1702—1708 рр. Потім два роки був бунчуковим товаришем. Він підтримав свого патрона Івана Мазепи в 1708 році і перейшов з ним на бік шведського короля Карла ХІІ. За це отримав в листопаді 1708 року у м. Ромни посаду третього генерального осавула разом з братом Михайлом Гамалією та Дмитром Максимовичем.
Декілька місяців на рубежі 1708—1709 рр. обіймав посаду Білоцерківського полковника, замість Михайла Омельченка, який підтримав росіян і визнав уряд Івана Скоропадського.
У липні 1709 року, після програшу Івана Мазепи у Полтавській битві, покинув його табір. Росіяни не визнали цей крок. В 1710 році царським указом був заарештований, як мазепинець, та засланий до Сибіру.

## Шлюб
Гамалія був двічі одружений. Першою дружиною стала онука гетьмана Марія Семенівна Самойлович, яка померла в 1706 році.
Вдруге він одружився з дочкою сумського полковника Андрія Кондратьєва Уляною.

## Меценатство

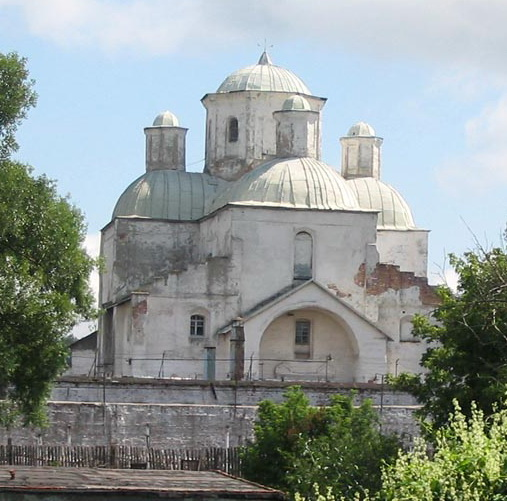
Гамаліївський монастир

На кошти Антіна Гамалії в 1700 році було розпочато, а в 1702 р. побудовано церкву на честь мученика Харлампія в слобідці Гамаліївці (нині село Гамаліївка Шосткинського району на Сумщині). Згодом при церкві було засновано «Харлампіївську пустинку». На основі цієї діяльності родина Скоропадських і, зокрема, дружина гетьмана Анастасія Марківна Скоропадська заснувала тут Гамаліївський Харлампіївський жіночий монастир.